# Robin Janvrin
Robin Berry Janvrin (né le 20 septembre 1946) est un courtisan britannique qui est secrétaire privé d'Élisabeth II de février 1999 à septembre 2007.

## Jeunesse
Né à Cheltenham, Gloucestershire, Robin Berry Janvrin est le fils du vice-amiral Sir Richard Janvrin (en) et de Nancy Edyth Fielding. Il fait ses études au Marlborough College, au Britannia Royal Naval College, à Dartmouth et au Brasenose College, à Oxford, dont il obtient un baccalauréat de première classe en 1969 et dont il est nommé membre honoraire en 1999. En 1962, il est sélectionné pour assister au Camp Rising Sun dans le nord de l'État de New York.

## Carrière
Janvrin entre dans la Royal Navy en 1964, est nommé sous-lieutenant par intérim le 1er septembre 1966, promu lieutenant le 4 mars 1971, et sert jusqu'au 2 juillet 1975. Il est ensuite  membre du Club des Castaways. En quittant la marine, Janvrin rejoint le ministère des Affaires étrangères. Il est deuxième secrétaire en 1975 et premier secrétaire à la mission auprès de l'OTAN en 1976. Il est officiellement nommé officier du service diplomatique le 7 février 1979. Janvrin est premier secrétaire à New Delhi de 1981 à 1984, période pendant laquelle il est nommé membre de la 4e classe de l'Ordre royal de Victoria pour ses services lors de la Visite d'État de la reine en Inde.
Janvrin est alors conseiller et chef adjoint du département du personnel du ministère des Affaires étrangères et du Commonwealth de 1985 à 1987.
Le 1er juin 1987, Janvrin est recruté comme attaché de presse de la reine, bien qu'on ait initialement pensé qu'il serait nommé attaché de presse adjoint. Le 19 octobre 1990, il est assistant du secrétaire privé de la reine et en 1996, secrétaire privé adjoint. Il est promu Commandeur de l'Ordre Royal de Victoria dans les honneurs du Nouvel An 1994, Compagnon de l'Ordre du Bain dans les honneurs du Nouvel An 1997, et Chevalier Commandeur de l'Ordre Royal de Victoria en 1998. En février 1999, il succède à Sir Robert Fellowes (plus tard Lord Fellowes) en tant que secrétaire privé de la reine. Il est promu Chevalier Commandeur de l'Ordre du Bain dans les honneurs du Nouvel An 2003.
Janvrin est également un administrateur de la fondation du 80e anniversaire de la Reine  et est le président du conseil d'administration de la Fondation royale du duc et de la duchesse de Cambridge et du prince Harry.
Janvrin prend sa retraite en septembre 2007 et est remplacé comme secrétaire privé par Christopher Geidt. Il est promu Chevalier Grand-Croix de l'Ordre du Bain dans les honneurs d'anniversaire de 2007 et, le 24 juillet, il est créé pair à vie  comme baron Janvrin, de Chalford Hill dans le comté de Gloucestershire et il siège en tant que crossbencher à la Chambre des lords. Le jour de sa retraite, le 8 septembre, Janvrin est également promu chevalier grand-croix de l'ordre royal de Victoria par la reine. En octobre, la reine nomme Lord Janvrin au poste de Lord d'honneur permanent dans la maison royale .
Dans les honneurs du Nouvel An de la Nouvelle-Zélande 2008, Lord Janvrin est nommé Compagnon de l'Ordre du Service de la Reine pour «services rendus à la Nouvelle-Zélande en tant que secrétaire privé de la Reine» .
Le 7 janvier 2008, Janvrin prend ses fonctions de vice-président, HSBC Private Bank (Royaume-Uni). Janvrin est également président du Leadership Council, un organisme de recherche et de leadership éclairé au Royaume-Uni. En 2008, il remplace Sir Christopher Mallaby comme président du British Entente Cordiale Scholarship Trust .
Janvrin épouse Isabelle de Boissonneaux de Chevigny, fille de Yann de Boissonneaux de Chevigny, en 1977.

## Dans la culture populaire
Janvrin est interprété par Roger Allam dans The Queen de Stephen Frears (2006) avec Helen Mirren lauréate d'un Oscar. Le film, qui traite des suites immédiates de la mort de Diana, princesse de Galles, en 1997, dépeint de façon inexacte Janvrin, alors secrétaire privé adjoint du souverain, comme secrétaire privé . En 1997, le poste de secrétaire privé est occupé par Robert Fellowes, qui est également le beau-frère de Diana, marié à sa sœur Jane.